# Río Guedeizh
El río Guedsizh o río Guedeizh (en ruso: Гедсидж, Гедеиж) es un río del Gran Cáucaso en el distrito de Karacháyevsk de la república de Karacháyevo-Cherkesia del sur de Rusia, en la reserva natural de Teberdá. Es un afluente del río Teberdá, que desemboca en el río Kubán.

## Curso
El río nace en la vertiente occidental del monte Guedeizh, junto al paso del mismo nombre. Su curso de 4.6 km desciende la ladera en dirección oeste para encontrar la orilla derecha del Teberdá, tras cruzar la carretera militar de Sujumi.